# حباك بيرنييه
حباك بيرنييه (الاسم العلمي: Ploceus burnieri) نوع من الطيور الصغيرة من فصيلة الحباك، متوطن في تنزانيا.